# Sırrı Süreyya Önder
Sırrı Süreyya Önder (Adıyaman, 7 de julio de 1962-Şişli, Estambul, 3 de mayo de 2025) fue un director de cine, actor, guionista, columnista y político turco con ascendencia  turcomana. Elegido para el parlamento en 2011 como un independiente respaldado por el Partido Paz y Democracia (BDP), al que más tarde se unió. Compitió en las elecciones municipales 2014 como candidato a la alcaldía de Estambul, por Partido Demócrata de los Pueblos (HDP), partido hermano del BDP, quedando tercero con 412,875 votos (4.83%). En las elecciones generales del 7 de junio de 2015 fue elegido como diputado por el 1.er distrito electoral de la Provincia de Ankara.

## Biografía
Önder nació el 7 de julio de 1962, al sureste de Anatolia en la ciudad de Adiyaman, hijo de un barbero, quien fue el fundador y líder de la oficina provincial del Partido de los Trabajadores de Turquía de Behice Boran en la década de 1960. Su padre murió de cirrosis cuando Önder tenía ocho años de edad. Su madre se trasladó con él y sus cuatro hermanos menores a casa de su abuelo. Para mantener a su familia, mientras todavía iba a la escuela, comenzó a trabajar como aprendiz en una tienda de fotografía, y continuó allí hasta que el décimo grado de la escuela secundaria.
A la edad de dieciséis años comenzó a ganar más dinero trabajando para el programa Nacional de Erradicación de la Malaria. Él se involucró en el movimiento sindical y esto lo llevó a ser despedido.
En 1980 se matriculó en la universidad de Ankara para estudiar ciencias políticas. Durante el segundo término se unió a un movimiento estudiantil político para protestar contra la junta militar que había realizado el golpe de Estado del 12 de septiembre de 1980. Fue detenido y condenado a doce años de prisión por cargos de pertenencia a una organización ilegal. Fue encarcelado en prisiones hacinadas como Mamak, Ulucanlar y Haymana.

## Carrera
Su película de 2006 La Internacional fue galardonada con el Premio a la Mejor Imagen del 2007 en el Festival de Cine Internacional de Adana Golden Boll, y fue inscrita en el 29 Festival de Cine de Moscú.
En 2010 comenzó un carrera como columnista en el periódico BirGün. Después continuó  escribiendo en el diario Radikal. Respaldado por el Partido Paz y Democracia (BDP) en las elecciones parlamentarias del 2011, se postuló como independiente. Elegido como diputado de Estambul, luego se unió al BDP. Después de entrar en el parlamento, renunció a su puesto en Radikal. Actualmente escribe para Özgür Gündem.
Estuvo involucrado en las protestas de Taksim Gezi Park 2013 y, según informes, fue hospitalizado después de ser golpeado por un cartucho de gas lacrimógeno. Önder ahora está encarcelado por alabar a Abdullah Öcalan de acuerdo a medios de comunicación turcos. 

## Filmografía
- 2006 - The International, director, guion, banda sonora y actor - Premio a la Mejor Imagen  2007 en el Festival Internacional de Cine de Adana Golden Boll
- 2006 - Sis ve Gece, actor
- 2008 - Oh... Çocukları, guionista
- 2008 -Kalpsiz Adán, guionista asesor
- 2009 - Ada: Zombilerin Düğünü, (actor invitado)
- 2009 -A ajdar Kapanı, actor
- 2010 - Mar, actor invitado
- 2011 - Yeraltı, actor
- 2012 - F Tipi film, director
- 2013 - Düğün Dernek, actor